# 永井友理
永井友理（日语：／ Nagai Yuri，1992年5月26日—），岐阜縣出生，日本女子曲棍球運動員，亦為日本國家女子曲棍球隊成員。畢業於中央中学校、岐阜各務野高等学校及東海学院短期大学。其後加入索尼公司，現為旗下HC BRAVIA Ladies曲棍球隊成員，隊員編號9號。

## 簡歷
2016年，永井友理代表日本出戰巴西里约热内卢舉行的奥林匹克运动会女子曲棍球比賽。日本隊最終排名小组第五位，無緣晉級。